# Kościół Saint Julien-le-Pauvre w Paryżu
Kościół Saint-Julien-le Pauvre (kościół św. Juliana Biednego) – gotycki kościół z XIII w., początkowo rzymskokatolicki, obecnie użytkowany przez społeczność melkicką. Jeden z najstarszych kościołów w mieście, na lewym brzegu Sekwany, w 5. okręgu Paryża. 

## Historia
Patronem obiektu został znany z dobroczynności św. Julian z Le Mans. Miejsce, na którym kościół się znajduje, już w czasach Merowingów było znane jako miejsce noclegów dla licznych pielgrzymów. 
Przy budowie kościoła anonimowi architekci naśladowali zarówno wygląd Katedry Notre-Dame w Paryżu, jak i Kościoła Saint Pierre de Montmartre, jednak projekt okazał się zbyt ambitny wobec skąpych zasobów finansowych. Budowa, rozpoczęta w latach 60. XII w. i wspierana przez opactwo w Longpont, została przerwana w latach w drugiej dekadzie XIII w. Kolejne prace, finansowane tym razem przez uniwersytet paryski, trwały do 1250 r. Wybudowano jedną nawę oraz chór kościelny. 
W 1651 r. kościół, który dotąd stał pusty, został poważnie przebudowany. Rozebrano część nawy i dobudowano południowo-zachodnią fasadę, poddano skrzydło północne konserwacji. W czasie Wielkiej Rewolucji Francuskiej budynek, jak znajdujący się nadal w kiepskim stanie technicznym, został przeznaczony do rozbiórki. Plany te nie zostały jednak zrealizowane, a w pierwszej połowie XIX wieku Franz Christian Gau przeprowadził gruntowny remont obiektu. 

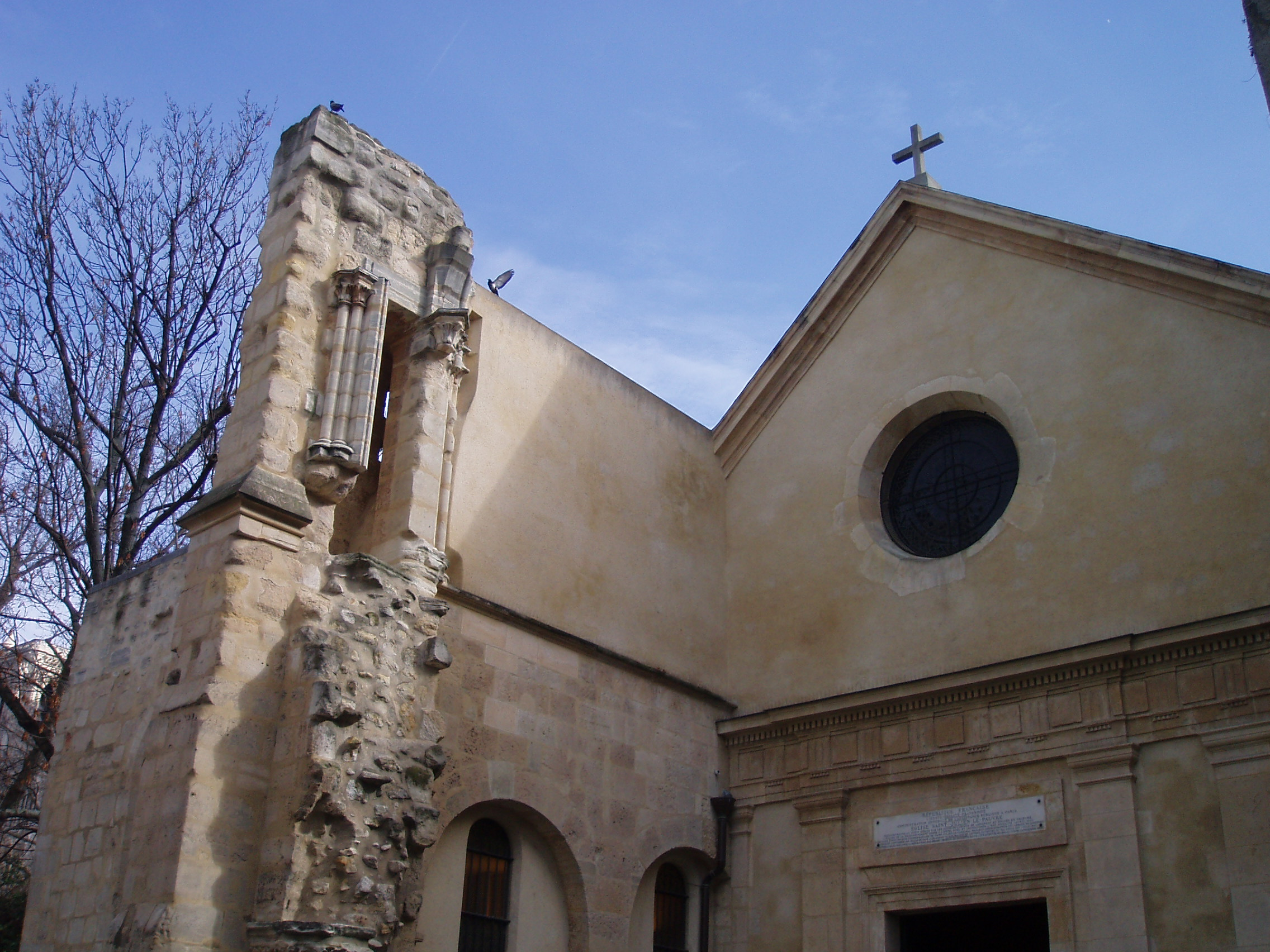
Fasada kościoła

W 1889 r. władze III Republiki przekazały kościół społeczności melkickiej, co poprzedził kolejny gruntowny remont. W 1921 r. na terenie kościoła miał miejsce kontrowersyjny happening zorganizowany przez dadaistów, który spotkał się ze średnim zainteresowaniem. 

## Architektura

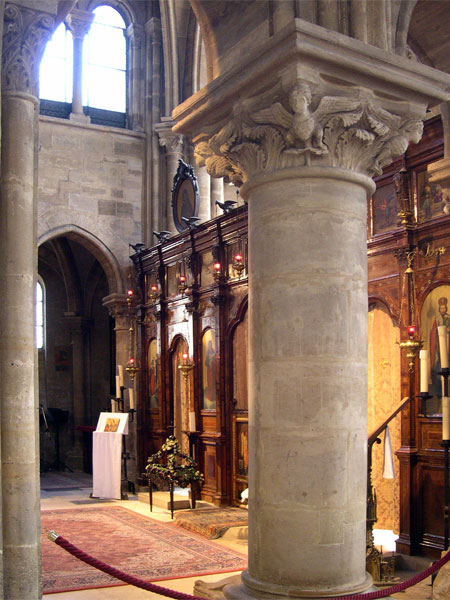
Wnętrze świątyni

Kościół został wzniesiony w epoce tzw. gotyku przejściowego, zawiera elementy zarówno gotyckie, jak i romańskie. Pierwotny projekt budynku zakładał wzniesienie o wiele wyższego i obszerniejszego kościoła, z trzy razy wyższym niż obecnie chórem i wieżą, której budowa została porzucona (efekty prac widoczne są na fasadzie budynku). Planowane były też dodatkowe absydy. 
Akcentem romańskim we wnętrzu budynku są głównie kolumny, z głowicami rzeźbionymi motywami roślinnymi i masywnymi trzonami. Ikonostas został wykonany w 1900 r. Pozbawiona ozdób fasada obiektu przypomina wcześniejsze świątynie; jedyne zdobienia architektoniczne na niej zastosowane to cztery doryckie pilastry po obu stronach wejścia oraz skromna rozeta. Nad drzwiami, pozbawionymi portalu, znajduje się tablica wywieszona po oddaniu kościoła melkitom, poświęcona jego historii.